# 吳期英
吴期英（1473年—1529年），字中順，號南溪，江西吉安府永新縣人，民籍。

## 生平
治《易經》，由國子生中式乙卯科（1495年）江西鄉試第四十四名舉人，年三十六歲中式正德三年（1508年）戊辰科會試第六十三名，第二甲第一百十名進士。四年授工部都水司主事，疏通漕河，督長蘆鹽課，俱有成绩。因得罪太监劉瑾，因事逮下錦衣衛獄。事白，改授礼部儀制司主事，提調六年辛未科禮部會試，升祠祭司员外郎，正德七年（1512年）闰五月充册封副使，册封泾王妃。十年夏四月考察以才力不及降一级外调，谪六安州同知，数月后丁憂歸。服闋，復除泰州，嘉靖元年（1522年）升澧州知州，进平樂府同知，五年升任思恩府知府，嘉靖六年（1527年）三月田州遗贼卢苏攻入府城入据之，知府吴期英被捉，不久被释放回宾州，嘉靖八年归乡后三日病卒，年五十七。

## 家族
曾祖吴驪珠。祖吴思堯。父吴策，知县。母龍氏、继母龍氏、蘇氏。具庆下，兄期勝、期度、期暢、弟期肇、期久、期大。长子吴斌，邑庠生，娶中丞刘公孙女；次子吴飞，娉周氏。女三：长适都事胡东山仲子胡玉，次适少参贺屏山冢子贺谨新，俱邑庠生，又次许刘挹清长子刘庆云。吴飞与幼女，侧室杜氏出。孙男一，世弼，聘乡进士刘可明长女。孙女二。